# Cycnoches brachydactylon
Cycnoches brachydactylon är en orkidéart som beskrevs av Rudolf Schlechter. Cycnoches brachydactylon ingår i släktet Cycnoches, och familjen orkidéer. Inga underarter finns listade i Catalogue of Life.